# Poeciliide
Poeciliidele sau pecilidele (Poeciliidae) sunt o familie de pești mici, ce trăiesc în apele dulci și salmastre (sărate) din zonele calde din estul Statelor Unite până în America de Sud și în Africa (inclusiv Madagascar). Masculii sunt, de obicei, mult mai mici ca femelele. Lungime maximă de 20 cm este atinsă de Belonesox belizanus, cele mai multe specii
sunt mult mai mici. Multe specii specii sunt vivipare. Masculii mai multor specii sunt prevăzuți cu un organ copulator, numit gonopodiu, care este format din partea anterioară a înotătoarei anale; radiile 3, 4, 5 ale analei sunt prelungite și modificate. Dimorfismul sexual este foarte accentuat. Masculii, în afară de gonopodiu, se caracterizează printr-un colorit mult mai viu, talia  mult mai mică și adesea o serie de alte particularități morfologice.
Se aseamănă, la exterior, cu ciprinidele, dar au dinți și sunt fizocliști. Acești pești au capul și corpul acoperite cu solzi cicloizi mari; gura lipsită de mustăți, dar prevăzută cu dinți pe mandibulă și pe intermaxilarul de pe marginea anterioară a fălcii superioare. Înotătoarele n-au spini. Au o singura înotătoare dorsală mai mult sau mai puțin alungită și așezată în jumătatea posterioară a corpului, la același nivel cu înotătoarea anală. Înotătoarea anală, la mascul, are radiile anterioare transformate în organ copulator. Înotătoarea codală nu este bifurcată, iar înotătoarele ventrale au poziție abdominală și sunt mai mult sau mai puțin apropiate de cele pectorale. Înotătoarea adipoasă lipsește. Linia laterală lipsește, dar mugurii senzitivi sunt bine dezvoltați pe cap. Pseudobranhia și apendicele pilorice lipsesc. Vezica înotătoare simplă, uneori redusă, nu comunică cu organul auditiv și tubul digestiv. Gonopodiului îi corespund gonapofizele formate din apofizele hemale ale primelor 2-3 vertebre caudale. Condilii exoccipitalelor lipsesc. 
Familia poeciliide cuprinde 40-44 de genuri și 353 de specii grupate în 3 subfamilii. Pentru frumusețea lor, multe specii sunt crescute în acvarii.
În apele din România trăiesc 3 specii introduse: Gambusia holbrooki (gambuzie), Poecilia reticulata (gupi, gupie) și Poecilia sphenops.

## Sistematica
- Subfamilia Aplocheilichthyinae Myers, 1928
  - genul Aplocheilichthys Bleeker, 1863
  - genul Hylopanchax Poll et Lambert, 1965
  - genul Laciris Huber, 1982
  - genul Lacustricola Myers, 1924
  - genul Poropanchax Clausen, 1967
- Subfamilia Poeciliinae Garman, 1895
  - genul Alfaro Meek, 1912
  - genul Belonesox Kner, 1860
  - genul Brachyrhaphis Regan, 1913
  - genul Carlhubbsia Whitley, 1951
  - genul Cnesterodon Garman, 1895
  - genul Gambusia Poey, 1854
  - genul Girardinus Poey, 1854
  - genul Heterandria Agassiz, 1853
  - genul Limia Poey, 1854
  - genul Micropoecilia Hubbs, 1926
  - genul Neoheterandria Henn, 1916
  - genul Pamphorichthys Regan, 1913
  - genul Phallichthys Hubbs, 1924
  - genul Phalloceros Eigenmann, 1907
  - genul Phalloptychus Eigenmann, 1907
  - genul Phallotorynus Henn, 1916
  - genul Poecilia Bloch et Schneider, 1801
  - genul Poeciliopsis Regan, 1913
  - genul Priapella Regan, 1913
  - genul Priapichthys Regan, 1913
  - genul Pseudopoecilia Regan, 1913
  - genul Quintana Hubbs, 1934
  - genul Scolichthys Rosen, 1967
  - genul Tomeurus Eigenmann, 1909
  - genul Xenodexia Hubbs, 1950
  - genul Xenophallus Hubbs, 1924
  - genul Xiphophorus Heckel, 1848
- Subfamilia Procatopodinae Fowler, 1916
  - genul Cynopanchax Ahl, 1928
  - genul Fluviphylax Whitley, 1965
  - genul Hypsopanchax Myers, 1924
  - genul Lamprichthys Regan, 1911
  - genul Micropanchax Myers, 1924
  - genul Pantanodon Myers, 1955
  - genul Plataplochilus Ahl, 1928
  - genul Procatopus Boulenger, 1904